# Siren’s Curse
Siren’s Curse ist eine Stahlachterbahn in Cedar Point im US-amerikanischen Sandusky, Ohio. Der Tilt Coaster wurde von Vekoma hergestellt und am 28. Juni 2025 für die Besucher eröffnet. Siren’s Curse hat eine Länge von 904 Meter mit einer maximalen Höhe von 48,8 Meter, einen First Drop von 90° und zwei Inversionen, wodurch sie Nordamerikas höchster, längster und schnellster Tilt Coaster ist.
Das Thema von „Siren’s Curse“ ist mit der Lage des Parks am Eriesee und der alten Lake Erie Shipping Co verknüpft und nimmt Bezug auf die griechische Mythologie, in der Sirenen weibliche Wesen waren, die Seeleute durch Gesang in den Tod schickten.

## Geschichte
Cedar Point deutete die Achterbahn erstmals am 13. September 2024 an, als es auf seinen Social-Media-Konten verkündete: „Etwas taucht auf.“ Siren’s Curse wurde am 19. September 2024 als Nordamerikas höchste, schnellste und längste Kippachterbahn angekündigt. Dies kam für viele überraschend, da es weder physische noch virtuelle Hinweise auf eine geplante neue Achterbahn gab. Der Bau der Attraktion wurde von Dave Evans geleitet und begann im November mit dem Betonieren des Fundaments.
Ursprünglich hätte die Bahn in Six Flags México erbaut werden sollen; sie war bereits im Jahr 2024 dorthin geliefert worden.

## Züge
Siren’s Curse betreibt zwei Züge mit jeweils sechs Wagen und vier Sitzen. Die Gesamtkapazität beträgt 24 Fahrgäste pro Zug. Die Züge verfügen über ein integriertes Audio- und Lichtsystem, passend zum Thema „Sirenen“ auf dem Eriesee.
Die Fahrgäste müssen mindestens 1,22 m groß sein, um mitfahren zu können. Aus Sicherheitsgründen dürfen sie keine losen Gegenstände mit auf die Fahrt nehmen; am Anfang des Wartebereichs sind Metalldetektoren installiert.